# Partisans letões
Os Partisans Nacionais Letões (em letão:  Nacionālie partizāni) foram partisans pró-independência da Letônia que travaram uma guerra de guerrilha contra o domínio soviético durante e após a Segunda Guerra Mundial.

## Rescaldo da Primeira Guerra Mundial

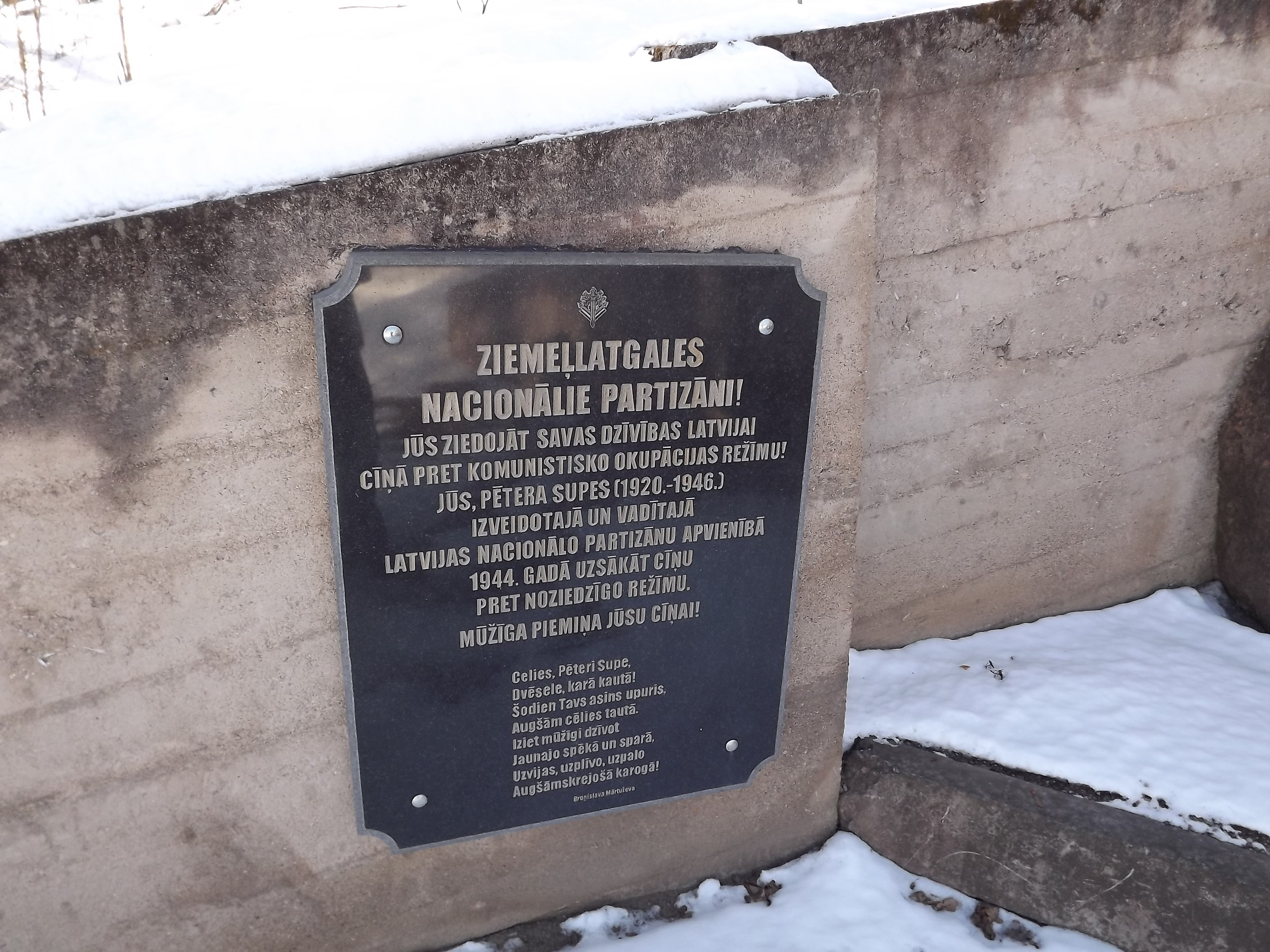
Monumento aos partisans do Norte da Lategália em Viļaka

As decisões dos congressos de 1917 e a declaração de independência em 18 de novembro de 1918, com a Lategália como parte do estado letão, moveram tanto os militares da Letônia como os partisans locais a lutar pela libertação da Lategália. Esta foi uma tarefa difícil, dados os interesses territoriais da República Socialista Federativa Soviética Russa, da Segunda República Polonesa e da República Popular da Bielorrússia. Em 10 de junho de 1919, o exército lituano alcançou o território controlado pelos guerrilheiros (Guarda Verde). 

## Rescaldo da Segunda Guerra Mundial
Os guerrilheiros nacionais da Letônia travaram uma guerra de guerrilha contra o domínio soviético durante a ocupação soviética da Letônia em 1940, durante a Segunda Guerra Mundial, e a República Socialista Soviética da Letônia após a guerra. Grupos de resistência anti-soviéticos semelhantes lutaram contra o domínio soviético na Estônia, Lituânia, Bielorrússia, Polônia, Romênia, Hungria e Galícia (Europa Central). 
O Exército Vermelho ocupou a anteriormente independente Letônia em 1940–1941 e, após o período de ocupação da Letônia pela Alemanha Nazista, novamente em 1944–1945. À medida que a repressão stalinista se intensificou nos anos seguintes, milhares de residentes deste país usaram a zona rural densamente arborizada como refúgio natural e base para a resistência armada anti-soviética. 
As unidades de resistência variavam em tamanho e composição, desde guerrilheiros que operavam individualmente, armados principalmente para autodefesa, até grupos grandes e bem organizados, capazes de envolver forças soviéticas significativas na batalha. 

## Prelúdio

### Preso entre dois poderes
A Letônia conquistou a sua independência em 1918, após o colapso do Império Russo. Os ideais de autodeterminação consolidaram-se em muitas pessoas como resultado do estabelecimento de um país independente pela primeira vez na história. As declarações aliadas, como a Carta do Atlântico, ofereceram a promessa de um mundo pós-guerra no qual a Letónia poderia restabelecer-se. Tendo já experimentado a ocupação pelo regime soviético seguida pelo regime nazista, muitas pessoas não estavam dispostas a aceitar outra ocupação. 
Nas primeiras semanas da Operação Barbarossa, a Letônia foi invadida pelo Grupo de Exércitos Alemão Norte. O avanço alemão foi tão rápido que milhares de soldados do Exército Vermelho foram contornados sem serem feitos prisioneiros. Milhares de letões juntaram-se a unidades partidárias organizadas por oficiais letões na retaguarda da linha de frente soviética. Os letões agora reuniam os vermelhos e às vezes travavam batalhas ferozes com aqueles que resistiam. Os guerrilheiros nacionais à frente da linha de frente alemã tomaram Sigulda em 2 de julho (dois dias antes dos alemães). Eles garantiram Alūksne em 5 de julho, mas naquela noite fortes forças do Exército Vermelho, em retirada dos alemães, chegaram à cidade e os guerrilheiros retiraram-se sem lutar. Na manhã seguinte, os Reds partiram e os guerrilheiros reocuparam a cidade. Os alemães ocuparam Alūksne em 7 de julho. Na aldeia de Mālupe, os guerrilheiros atacaram o quartel-general da 183ª Divisão de Fuzileiros, matando seu comandante e vários oficiais do estado-maior e capturando seus suprimentos e transporte. Em 8 de julho, o Exército Vermelho recuou para além da fronteira com a Letônia. 

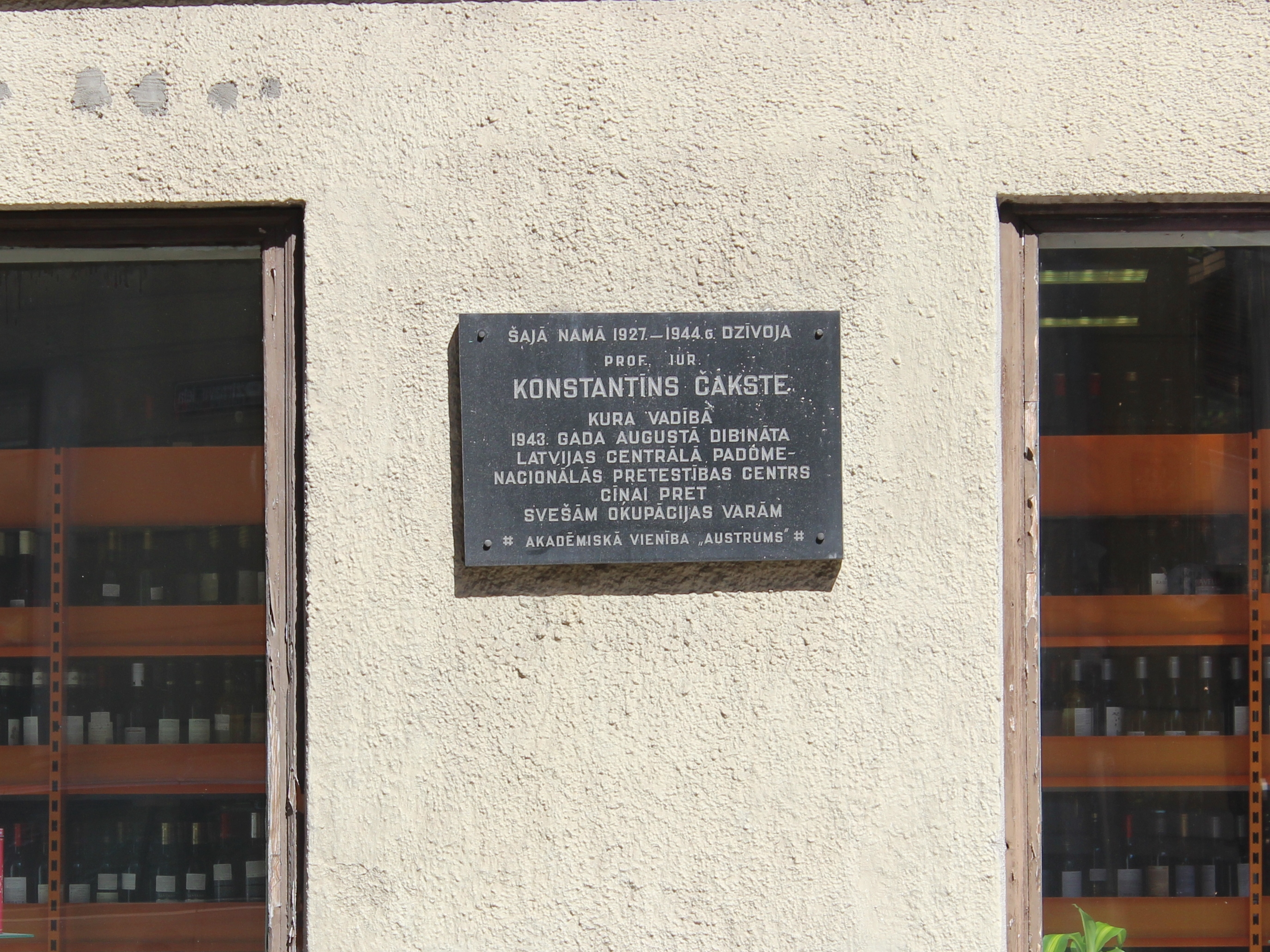
Placa comemorativa a Konstantins Čakste, líder do LCP, em Riga

Os preparativos para as operações partidárias na Curlândia foram iniciados durante a ocupação alemã, mas os líderes destas unidades nacionalistas foram presos pelas autoridades nazistas.  Unidades de resistência mais duradouras começaram a se formar durante os últimos meses da guerra; suas fileiras eram compostas por um bom número de soldados da Legião Letã, bem como por civis.  Em 8 de Setembro de 1944, em Riga, a liderança do Conselho Central da Letônia adoptou uma Declaração sobre a restauração do Estado da Letônia.  A adopção da Declaração foi uma tentativa de restaurar a independência de facto da República da Letónia, na esperança de apoio internacional e aproveitando o intervalo entre as mudanças das potências ocupantes. A Declaração prescreveu que o Satversme é a lei fundamental da restaurada República da Letônia e previu a criação de um Gabinete de Ministros que organizaria a restauração do Estado da Letônia.
Algumas das realizações mais proeminentes do LCC estão relacionadas ao seu ramo militar - o grupo General Jānis Kurelis (o chamado "kurelieši") com o batalhão do Tenente Roberts Rubenis que realizou a resistência armada contra as forças da Waffen-SS.
As operações partidárias na Letônia tiveram alguma base na autorização de Hitler de uma retirada total da Estônia em meados de setembro de 1944 - e no destino do Grupo de Exércitos da Curlândia, um dos últimos das forças de Hitler a se render depois de ficar preso no Bolsão da Curlândia. na península da Letóônia em 1945. Após a capitulação da Alemanha em 8 de maio de 1945, aproximadamente 4.000 legionários foram para as florestas.  Outros, como os comandantes da Waffen-SS Alfons Rebane e Alfrēds Riekstiņš, escaparam para o Reino Unido e a Suécia e participaram de operações de inteligência aliadas em ajuda aos guerrilheiros.
As fileiras da resistência aumentaram com as tentativas de recrutamento do Exército Vermelho na Letônia após a guerra, com menos de metade dos recrutas registados a reportarem-se em alguns distritos. O assédio generalizado às famílias dos recrutas desaparecidos levou mais pessoas a fugir das autoridades nas florestas. Muitos homens alistados desertaram, levando consigo suas armas. 

## A guerra partisan
Não houve qualquer apoio significativo aos partidários nacionais do Ocidente. A maioria dos agentes enviados pelos serviços secretos ocidentais- britânicos, americanos e suecos num período de 1945 a 1954 (cerca de 25 agentes) foram presos pela KGB e não conseguiram entrar em contacto com os guerrilheiros. E também este fraco apoio diminuiu significativamente depois que a Operação Selva do MI6 foi gravemente comprometida pelas atividades de espiões britânicos (Kim Philby e outros) que transmitiram informações aos soviéticos, permitindo à KGB identificar, infiltrar-se e eliminar muitas unidades partidárias letãs e isolar outras. de qualquer contacto futuro com agentes de inteligência ocidentais.
O conflito entre as forças armadas soviéticas e os partidários nacionais letões durou mais de uma década e custou pelo menos milhares de vidas. As estimativas do número de combatentes em cada país variam. Misiunas e Taagepera  estimam que os números atingiram entre 10.000 e 15.000 na Letônia.
O número de combatentes ativos atingiu um pico entre 10.000 e 15.000, enquanto o número total de combatentes da resistência chegou a 40.000.  Um autor fornece um número de até 12.000 agrupados em 700 faixas durante a década de 1945-55, mas os números definitivos não estão disponíveis.  Com o tempo, os guerrilheiros substituíram as suas armas alemãs pelas russas. As organizações partidárias que tentaram unir e coordenar as suas atividades foram a Associação Partidária Nacional da Letónia em Vidzeme e Lategália, a Organização Partisan da Curlândia do Norte, a Organização Partisan Nacional da Letônia na Curlândia, a Associação (Partisan) dos Defensores da Pátria da Letônia em Latgale e os "Falcões da Pátria" na Curlândia do Sul.  Em cerca de 3.000 ataques, os guerrilheiros infligiram danos a militares uniformizados, quadros do partido (particularmente em zonas rurais), edifícios e depósitos de munições. As autoridades comunistas relataram 1.562 soldados soviéticos mortos e 560 feridos durante todo o período de resistência. 
Os partidários nacionais letões foram mais activos nas regiões fronteiriças. As florestas escondiam os abrigos dos guerrilheiros, as suas oficinas de armas, as suas impressoras de folhetos e jornais clandestinos. As áreas onde estiveram mais activos incluíram o distrito de Abrene, Ilūkste, Dundaga, Taurkalne, Lubāna, Aloja, Smiltene, Rauna e Līvāni. Nas regiões do Norte, eles tinham laços com os Irmãos da Floresta da Estónia. Tal como na Estónia, os guerrilheiros foram mortos e infiltrados pelo MVD e NKVD ao longo do tempo, e tal como na Estónia, a assistência e a inteligência ocidentais foram severamente comprometidas pela contrainteligência soviética e por agentes duplos letões, como Augusts Bergmanis e Vidvuds Šveics.  Além disso, os soviéticos consolidaram gradualmente o seu domínio nas cidades, a ajuda dos civis rurais não foi tão disponível e foram enviadas unidades militares e de segurança especiais para controlar os guerrilheiros.  Os últimos grupos emergiram da floresta e se renderam às autoridades em 1957. 

### Declínio dos movimentos de resistência
Para destruir a base partidária de apoio, ocorreu uma grande deportação em março de 1949. A maior parte dos apoiantes foi deportada e outros foram forçados a juntar-se aos colcozes. No início da década de 1950, as forças soviéticas tinham erradicado a maior parte da resistência nacional letã. A inteligência recolhida pelos espiões soviéticos no Ocidente e pelos infiltrados da KGB dentro do movimento de resistência, em combinação com operações soviéticas em grande escala em 1952, conseguiu pôr fim às campanhas contra eles. 
Muitos dos restantes guerrilheiros nacionais depuseram as armas quando as autoridades soviéticas lhes ofereceram uma amnistia após a morte de Stalin em 1953, embora combates isolados tenham continuado na década de 1960. Sabe-se que os últimos guerrilheiros individuais permaneceram escondidos e escaparam à captura até à década de 1980, altura em que a Letônia pressionava pela independência através de meios pacíficos (Ver Cadeia Báltica, Revolução Cantada). A Letônia recuperou a sua independência em 1991.

## Consequências, memoriais e homenagens

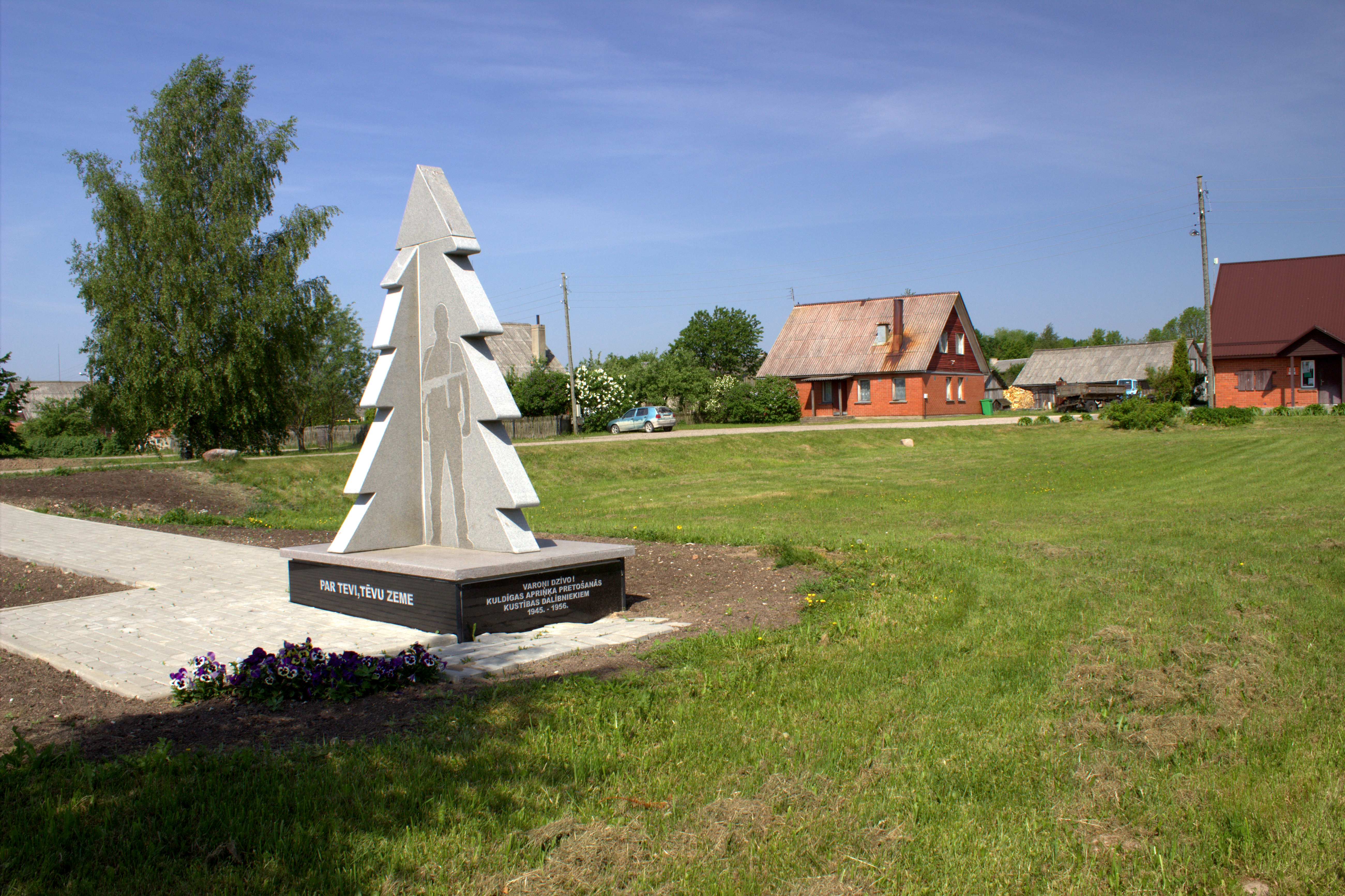
Memorial dos Partisans Nacionais em Ķikuri, Paróquia de Turlava, Município de Kuldīga

Muitos partisans nacionais letões persistiram na esperança de que as hostilidades da Guerra Fria entre o Ocidente, que nunca reconheceu formalmente a ocupação soviética, e a União Soviética pudessem evoluir para um conflito armado em que a Letónia seria libertada. Isso nunca se materializou, e de acordo com Laar   muitos dos ex-Irmãos da Floresta sobreviventes permaneceram ressentidos com o fato de o Ocidente não ter enfrentado os soviéticos militarmente. (Veja também Conferência de Ialta, Traição Ocidental)
Como o conflito foi relativamente não documentado pela União Soviética (os combatentes letões nunca foram formalmente reconhecidos como nada além de "bandidos e ilegais"), alguns consideram que ele e o conflito soviético-letão como um todo são uma guerra desconhecida ou esquecida.   

## Curiosidades
O último Irmão da Floresta conhecido é Jānis Pīnups, que se tornou cidadão legal novamente apenas em 9 de maio de 1995. Ele foi para a floresta em 1944 como membro de uma organização de resistência chamada "Não sirva ao exército ocupante". Jānis Pīnups nunca teve passaporte soviético e seu status legal era inexistente durante a era da ocupação soviética. O seu refúgio localizava-se na floresta do distrito de Preiļi, Pelēči. Em 1995, um novo passaporte da República da Letônia foi emitido para Jānis Pīnups e ele disse que estava à espera de um momento em que pudesse ver Riga – capital da Letônia, uma vez mais independente. 